# Srpen
Srpen je podle gregoriánského kalendáře osmý měsíc v roce. Má 31 dní. Český název pochází pravděpodobně od zemědělského nástroje srpu, užívaného při sklizni obilí. V římském kalendáři měl měsíc název Sextilis od latinského sextus (tj. šestý), neboť do roku 153 př. n. l. byl srpen šestým měsícem v roce. Když Julius Caesar v roce 46 př. n. l. zavedl juliánský kalendář, srpen byl prodloužen na 31 dní. Aby neměly tři měsíce za sebou po 31 dnech, byl zároveň převeden jeden den ze září do října a jeden den z listopadu do prosince, a tak bylo rozrušeno Sósigenovo pravidelné střídání dlouhých a krátkých měsíců. V roce 8 př. n. l. byl měsíc pojmenován po císaři Augustovi na August. Z latiny pak název převzaly další evropské jazyky a používají ho dodnes (anglicky August, německy August, slovensky August). 
Podle patrně nepravdivé legendy měl srpen v juliánském kalendáři jen 30 dní a o jeden den byl prodloužen až v roce 8 př. n. l. proto, aby měsíc pojmenovaný po současném císaři byl rovnocenný předchozímu červenci, který byl zase pojmenován po Juliu Caesarovi (Julius). Získaný den byl údajně odebrán z února.
V přestupných letech začíná srpen stejným dnem v týdnu jako únor. V běžných letech však žádný jiný měsíc nezačíná stejným dnem v týdnu jako srpen. Podle židovského kalendáře připadá srpen obvykle na měsíce av a elul.
Astrologicky je Slunce asi první dvě třetiny srpna ve znamení Lva a zbytek měsíce ve znamení Panny. V astronomických termínech začíná v souhvězdí Raka a končí v souhvězdí Lva.
Během srpna se na severní polokouli zkracuje délka dne. Na území České republiky, přesněji na průsečíku 50. rovnoběžky a 15. poledníku, je první srpnový den dlouhý okolo 15 hodin a 13 minut. Slunce vychází přibližně v 5.29 a zapadá ve 20.42 hodin středoevropského letního času. Poslední den v srpnu je kratší o hodinu a 41 minut. Slunce vychází okolo 6.14 a zapadá v 19.46 hodin.
Podle meteorologických měření v pražském Klementinu byla od 18. století nejvyšší srpnová teplota zaznamenána 13. srpna 2003 a 8. srpna 2015 (36,8 °C) a nejnižší 26. srpna 1980 (6,4 °C). Průměrné srpnové teploty se v letech 1961–1990 pohybovaly od 17,3 do 20,9 °C. Z celého území České republiky byla nejvyšší teplota naměřena 20. srpna 2012 v Dobřichovicích u Prahy (40,4 °C). Byla to také vůbec nejvyšší teplota v historii měření v Česku. Nejnižší teplota byla 20. srpna 1991 na Horské Kvildě na Šumavě (−5 °C). Nejvíce srážek za den spadlo 12. srpna 2002 v Českém Jiřetíně na Mostecku (226,8 mm).
Teplotní průměr v srpnových dnech naměřený v Klementinu v letech 1961–1990:
V České republice připadá na srpen jeden významný den: Den památky obětí invaze a následné okupace vojsky Varšavské smlouvy (21. srpna).
Podle srpna jsou pojmenovány některé události, které se v tomto měsíci odehrály. V srpnu 1789 schválilo francouzské Ústavodárné národní shromáždění Srpnové dekrety, kterými zrušilo výsady šlechty a duchovenstva. Ve dnech 19.–21. srpna 1991 proběhl v Sovětském svazu Srpnový puč, při kterém se skupina komunistických funkcionářů pokusila svrhnout generálního tajemníka strany Michaila Gorbačova.

## Pranostiky

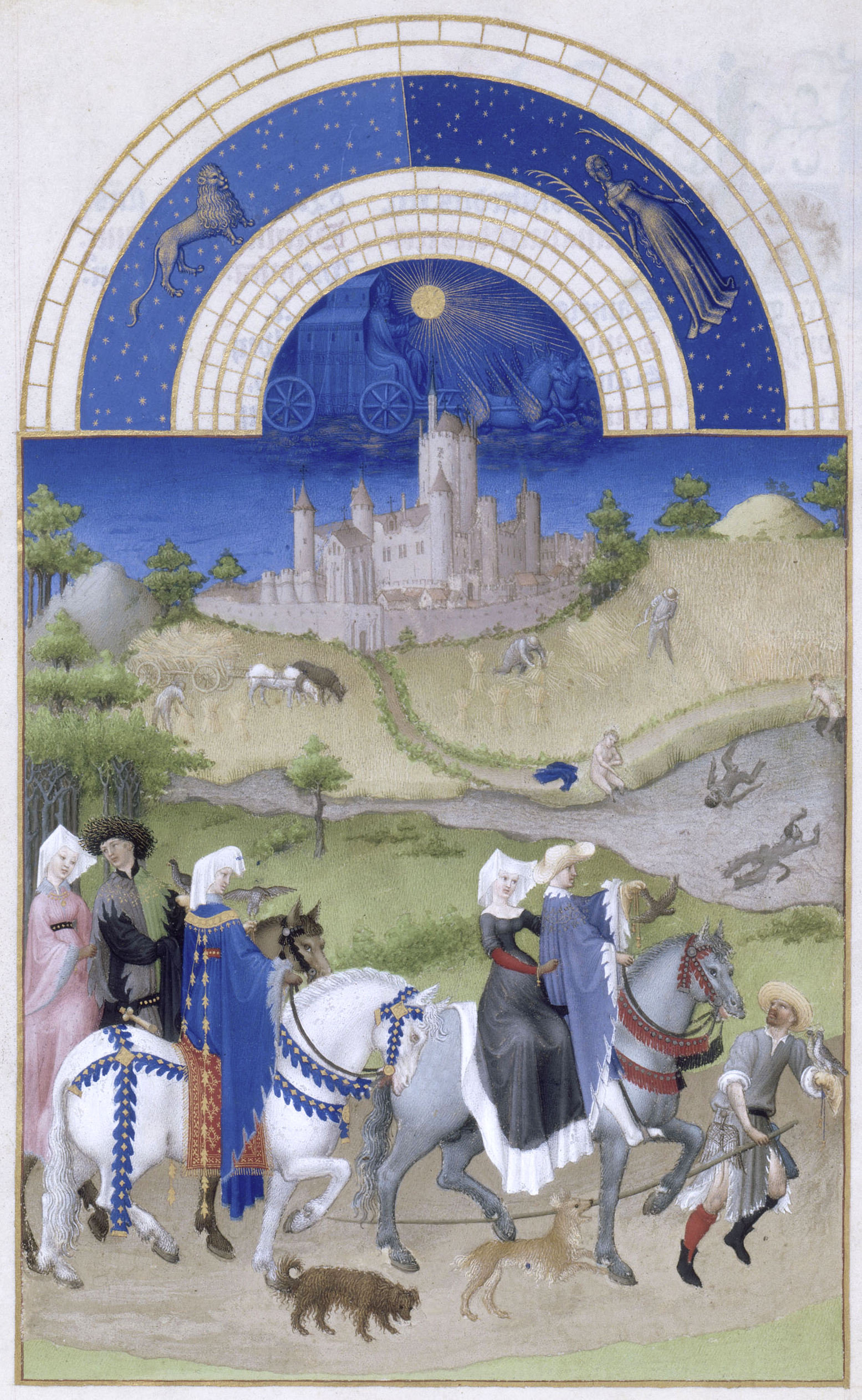
Srpen (Přebohaté hodinky vévody z Berry)

- Co červenec neuvaří, srpen nedopeče.
- Co červenec neupeče, to již srpnu neuteče.
- V srpnu již nelze slunci mnoho věřit.
- I když ze strnišť občas fučí, horko nás přece jen mučí.
- Půlnoční větry v srpnu přinášejí stálé počasí.
- Z počátku toho měsíce říká se, že opět studený vítr ze strnišť fouká.
- V srpnu když půlnoční vítr věje, bez deště slunéčko hřeje.
- Když fouká v srpnu severák, bude dlouho pěkně pak.
- Když je v srpnu ráno hodně rosy, mají z toho radost vosy.
- Rosí-li v srpnu silně tráva, pěkné povětří se očekává.
- Když jsou v srpnu velké rosy, zůstane obyčejně pěkné počasí.
- Hřímá-li v srpnu, lze čekat osmého dne opět bouřku.
- Hřímá-li v srpnu, praví se, že budoucího roku hojná úroda a množství deště jest k doufání.
- Srpen k zimě hledí a rád vodu cedí.
- Když v srpnu naprší, tak než se oběd pojí, všecko slunce vysuší.
- V srpnu mlhy na výšinách – jistá voda, když v nížinách – to pohoda.
- Mlhy na lukách, potocích a řekách v srpnu zvěstují trvalé počasí.
- Teplé a suché léto přivádí za sebou mírný podzimek, tuhou zimu a nejlepší víno.
- Když v srpnu moc hřímá, bude na sníh bohatá zima.
- Když pálí srpen, bude pálit i víno.
- Srpen z počátku-li hřeje, zima pak se dlouho sněhem skvěje.
- Moc hub srpnových – moc vánic sněhových.
- Nejsou-li v srpnu hřiby, nebude v zimě sněhu.
- Jsou-li v srpnu hory kalný, budou v zimě mrazy valný.
- Jak Vavřinec zavaří, Bartoloměj zasmaží, tak se podzimek daří.